# Gokulam Kerala FC
Der Gokulam Kerala Football Club ist ein indischer Fußballverein aus Kozhikode im Bundesstaat Kerala. Aktuell spielt der Verein in der zweiten Liga, der I-League.

## Erfolge
- I-League: 2020/21, 2021/22
- Kerala Premier League: 2017/18, 2020/21
- Durand Cup: 2019
- Bodousa Cup: 2019

## Stadion
Der Verein trägt seine Heimspiele im EMS Stadium, auch bekannt als Kozhikode Corporation EMS Stadium oder EMS Coporation Stadium, in Kozhikode aus. Das Stadion hat ein Fassungsvermögen von 53.000 Personen.

## Trainerchronik
| Trainer                 | Nation              | von                | bis                |
| ----------------------- | ------------------- | ------------------ | ------------------ |
| Bino George             | Indien              | 25. Januar 2017    | 15. März 2018      |
| Santiago Varela         | Argentinien Spanien | 15. März 2018      | 28. September 2018 |
| Bino George             | Indien              | 29. September 2018 | 6. Februar 2019    |
| Gift Raikhan            | Indien              | 12. Februar 2019   | 8. Juli 2019       |
| Santiago Varela         | Argentinien Spanien | 18. Juli 2019      | 17. August 2020    |
| Vincenzo Alberto Annese | Italien             | 19. August 2020    | 31. Mai 2022       |
| Richard Towa            | Deutschland Kamerun | 5. Juli 2022       | 26. Dezember 2022  |
| Fran Bonet              | Spanien             | 27. Dezember 2022  | 31. Mai 2023       |
| Domingo Oramas          | Spanien             | 6. Juni 2023       | heute              |